# Herminia de Alcain
María Manuela Herminia / Herminie de Alcain Senez (Burdeos, 11 de julio de 1826 - París, 19 de abril de 1887) fue la mujer francoespañola del compositor alemán Jacques Offenbach.

## Biografía
Era hija de la francesa Jeanne Anaïs Céleste Senez y del mercader español José María Xabier Alcain Garro, nacido en 1803 en San Sebastián, del que quedó huérfana en 1828 en Burdeos, donde este representaba los negocios de la empresa familiar. Se trasladó entonces con su madre a París, donde esta se volvió a casar en 1835 con el armador y rentista inglés Michael George Mitchell (1795-1880). Herminia se casó en París con el compositor asquenazí naturalizado francés Jacques Offenbach el 13 de agosto de 1844, pero este tuvo que dejar la religión mosaica por la católica. Tuvieron cinco vástagos: Marianne Céleste Berthe Offenbach (1845), Sophie Minna Blanche Offenbach (1850), Marie Léocadie Benita Joséphine Offenbach (1855), Albertine Sophie Jacqueline Offenbach (1858) y Charles Ignace Auguste Jacques Offenbach (1862). Es falso que Herminia fuera hija de un general carlista; antes bien era de familia liberal y la citada era otra rama. La familia Offenbach visitó con frecuencia San Sebastián por cuestiones de negocios, y también Madrid con motivo de la Guerra francoprusiana (1870-1871). Del segundo matrimonio de su madre tuvo tres hermanastros, uno de ellos el diplomático Robert Mitchell, con quien el matrimonio Offenbach tuvo una relación muy estrecha.